# Semiose
Semiose (engl.: semiosis) bezeichnet den „Prozess, in dem etwas als Zeichen fungiert“, den Zeichenprozess.
Der Ausdruck wurde von Charles Sanders Peirce eingeführt. Seine konkrete Bedeutung ist abhängig von der zugrunde gelegten Semiose-Theorie. Grundlegend ist die Theorie von Peirce. Prominente Abänderungen sind die von Charles W. Morris und Umberto Eco. Eine soziologisch orientierte Variante ist die von Eliseo Verón.

## Semiose nach Peirce

### Begriff der Semiose
Nach Peirce ist die Semiotik „die Lehre von der eigentlichen Natur und von den grundlegenden Variationen möglicher Semiose“. Die Semiose ist danach der eigentliche Gegenstand der Semiotik.
Peirce definierte Semiose (engl.: semiosis) als
… einen Vorgang oder einen Einfluss, der das Zusammenwirken von drei Gegenständen, nämlich dem Zeichen, seinem Objekt und seinem Interpretanten, ist bzw. beinhaltet; ein dreifacher Einfluss, der in keinem Fall in paarweise Vorgänge aufgelöst werden kann.
Das Zeichen ist für Peirce eine Form der Drittheit – ein schwer verständlicher Begriff, der weiter unten näher erklärt wird.

### Komponenten der Semiose
Die drei Korrelate, die miteinander in Beziehung stehen, identifiziert und benennt Peirce wie folgt:
- Repräsentamen – (sign, representamen) – (die äußere Zeichengestalt; das Zeichen im engeren Sinne)
- Objekt – (object) – (das materielle oder psychologische Bezugsobjekt; der Gegenstand, auf den das Zeichen sich bezieht)
- Interpretant – (interpretant, signification) – (die Bedeutung des Zeichens)

### Der Interpretant
Der Ausdruck Interpretant wurde von Peirce eingeführt und bezeichnet den durch ein Repräsentamen (dem äußeren Zeichenträger) beim Interpreten, beim Deuter erzeugten „Gedanken“, ein "irgendein interpretierendes Bewußtsein". Bedeutung wird so „als emotionale, aktuale oder kognitive Wirkung im Bewusstsein des Interpreten“ aufgefasst.
Peirce selbst:
„Ein Zeichen, oder Repräsentamen, ist etwas, das für jemanden in einer gewissen Hinsicht oder Fähigkeit für etwas steht. Es richtet sich an jemanden, d. h. es erzeugt im Bewusstsein jener Person ein äquivalentes oder vielleicht ein weiter entwickeltes Zeichen. Das Zeichen, welches es erzeugt, nenne ich den Interpretanten des ersten Zeichens. Das Zeichen steht für etwas, sein Objekt. Es steht für das Objekt nicht in jeder Hinsicht, sondern in bezug auf eine Art von Idee, die ich manchmal Grund des Repräsentamens genannt habe.“
Die nähere Interpretation ist uneinheitlich. Nach einer objektivierenden Auffassung ist unter Interpretant ein „Synonym oder eine Erklärung des ersten Zeichens“ zu verstehen. Damit soll die Auffassung von Peirce der strukturalistischen Zeichenauffassung angenähert und Interpretant „nicht so verschieden von dem Bedeutungsinhalt“ sein.

### Der Interpretant als Zeichen in einer unendlichen Semiose
Nach Peirce ist der Interpretant selbst wieder ein Zeichen im Sinne von Repräsentamen. Auch der Interpretant unterliegt als Zeichen (Repräsentamen) einer Semiose. Dies führt zu einer unbegrenzten, infiniten Semiose. Denken gilt als die „Verbindung von Zeichen in einer unbegrenzten Verkettung von Ideenassoziationen, in die wir ständig verstrickt sind, ohne uns immer darüber klar zu werden“. Im Alltag wird dieser
„infinite semiotische Regress“ allerdings auf einer frühen Stufe abgebrochen.

### Der Realitäts- und Wahrheitsbezug der unendlichen Semiose
Peirce postuliert, "dass Semiosis als realitäts- und wahrheitsorientiert 'in the long run' auf eine 'ultimate opinion' zulaufe, in der das Wirkliche ('the object') der Prädizierung zugänglich geworden ist".
Peirce selbst:
"Signs which should be merely parts of an endless viaduct for the transmission of [signs] ... would not be signs at all."
Der infinite semiotische Regress knüpfe „in seiner Gesamtheit das Netz virtueller Zeichen, das für die Gemeinschaft denkender Subjekte Realität verbürgt“.
Der italienische Semiologe Ugo Volli exemplifiziert derartige Regresse aus medial-kultureller Warte wie folgt:

„Das Konzept einer unbegrenzten Semiose [ist] für eine Analyse der Kultur[,] wie der Massenkommunikation[,] höchst interessant. Denn die Vorstellung, [dass] jedes Zeichen von einem nachfolgenden in potentiell endloser Reihung ausgedeutet wird, impliziert, [dass] jede Kultur beständig Zeichen in weitere Zeichen übersetzt und dadurch eine ununterbrochene Folge von Interpretationen erzeugt, die sich jeweils auf die vorherigen Interpretationen ablagern. [...] Etwa [ist] die massenmediale Erscheinung geläufig, bei der ein im Fernsehen übertragenes Ereignis oft von den Zeitungen des [Folgetages] aufgegriffen wird. [...] Diese Artikel wiederum lösen eine Fernseh- oder Rundfunkdiskussion aus [...], die am Tag darauf ein Presseecho erfährt oder auch im Reißwolf landet und eine Fernsehparodie erlebt, später ein Buch zeitigt usw. Gleiches geschieht mit berühmten Bildern, Dichtungen, Musikstücken, Sprichwörtern [...]. Kultur wird damit unter einem bestimmten Gesichtspunkt zur Praxis einer unbegrenzten Semiose.“

### Die Semiose als Kategorie der Drittheit
Peirce entwickelte seine Vorstellungen der Semiose entgegen der linguistisch orientierten Richtung der Semiotik, wie sie vor allem von Saussure bekannt ist, aus der Logik und der Erkenntnistheorie. Peirce ging es dabei um erkenntnistheoretische Allgemeinheit und um metaphysische Universalität, während es Saussure um die Anwendung ging. Bei Peirce ist die Semiose Gegenstand von Ontologie und Phänomenologie, die auf drei universellen Kategorien aufbaut: der Erstheit, Zweitheit und Drittheit.
In der Erstheit ist eine Seinsweise, in der alles ohne Bezug zueinander „so ist, wie es ist“ (Peirce). Die unvermittelte Möglichkeit, bloße Gefühle und Spontaneität gehören beispielsweise in diese Kategorie von Möglichkeiten. In der Zweitheit bilden sich Relationen zwischen Fakten und deren Gegenüber. Die Semiose ist die Kategorie der Drittheit, zu der unter anderem die Zeichen, Gesetzmäßigkeiten, Gewohnheiten und die Phänomene der Notwendigkeiten gehören.
Peirce verfolgt dabei ein pansemiotisches Konzept, das seine Sicht auf das Universum bestimmt. Da aus dieser Sicht auch Gedanken Zeichen sind, ist auch der Mensch ein Zeichen. Semiotische Studien sind somit für Peirce die Grundlage für alle Wissenschaft, denn ohne sie sei es keiner Wissenschaft gelungen, ihren Gegenstand zu betrachten.

### Die Grenzen des semiotischen Feldes
Bei Peirce ist das semiotische Feld unbegrenzt. Zeichen weisen entsprechend seinem Universalismus auf immer weitere Zeichen.
Ein Großteil der Semiotik grenzt das semiotische Feld ein auf den umfangreichen Bereich der Signifikation und den engeren Bereich der Kommunikation. Weiter eingegrenzt ist der semiotische Prozess in linguozentristischen Ansätzen. Im Verfahren zur Analyse semiotischer Phänomen vor dem Hintergrund der Sprache bei Greimas (1917–1992) existiert keine Theorie der Zeichen mehr.

### Kritik
Die Semiose-Theorien von Morris und Eco können zugleich als Kritik der Theorie von Peirce aufgefasst werden. Eine grundsätzliche Kritik hat das Semiose-Konzept von Peirce durch den Dekonstruktivismus von Derrida erfahren:
Nach dem Dekonstruktivismus ist die Idee eines semiotischen Signifikats aufzugeben „und der endlich-variable Zeichenfluß selbst als das einzige Unendliche zu denken“. Für den Dekonstruktivismus ist die Semiosis ein „dekonstruktives Flottieren der Signifikanten“.

## Semiose nach Charles Morris
Charles W. Morris greift das Semiose-Konzept von Peirce auf und nimmt auf z. T. behavioristischer Grundlage Änderungen und Ergänzungen vor. Die Semiose-Theorie von Morris unterliegt dabei ihrerseits Modifikationen.

### Begriff der Semiose
Morris definiert die Semiose selbst wie folgt:
„Ein Zeichenprozess ist im allgemeinen ein Weg, auf dem bestimmte Existenzen mit Hilfe einer Klasse von vermittelnden Existenzen von anderen Existenzen Notiz nehmen.“
„Demnach nimmt in der Semiose etwas von etwas anderem mittelbar, das heißt durch Vermittlung von etwas Drittem, Notiz. Eine Semiose ist also ein mittelbar-Notiz-Nehmen-von. Die Vermittler sind Zeichenträger; die Notiznahmen sind Interpretanten; die Akteure in diesem Prozess sind Interpreten; das, von dem Notiz genommen wird, sind Designate.“

### Die vier Komponenten der Semiose
Die Semiose besteht bei Morris aus vier Komponenten:
- aus dem, was als Zeichen wirkt (das Zeichen);
- aus dem, worauf das Zeichen referiert (das Denotat/Designat);
- aus dem Effekt, den das Zeichen beim Rezipienten bewirkt und der es den Rezipienten als Zeichen erkennen lässt (der Interpretant);
- aus dem Zeicheninterpreten (der Interpret).[21]

### Der Interpret
In Abweichung von Peirce bezieht Morris den interpreter, den Interpreten, in sein Semiose-Modell ausdrücklich ein.

### Das Denotat/Designat
Das object bei Peirce differenziert Morris in Denotat und Designat. Später (1964) übergeht Morris die Denotate und spricht nur noch vom Signifikat bzw. von Signifikation.
Denotate sind bei Morris die existierenden Referenzobjekte eines Zeichens. Diese sind zugleich Elemente der vom Zeichen designierten Klasse (Designat).
„Das Designat ist nicht ein Ding, sondern eine Gegenstandsart bzw. eine Klasse von Objekten - und eine Klasse kann viele Elemente, ein Element oder gar kein Element enthalten.“. 1955 hat Morris das Designat „durch das intentional definierte „significatum“ ersetzt und die Opposition zum Denotat beibehalten.“

### Die behavioristische Interpretation
Die Definition der Semiose und des Zeichens bei Morris erfolgt im behavioristischen Modell, wofür die damit verbundene Überwindung der „introspektive(n) Schulpsychologie“ spreche. Eine behavioristische Interpretation soll aber nach dem Selbstverständnis nicht zwingend sein.
So ist „vom behavioristischen Standpunkt aus gesehen .. die Notiznahme von D in Anwesenheit von Z eine durch die Reaktion auf Z bedingte Reaktion auf D.“.
Behavioristisch wird das Denotat verstanden als etwas, „das die Vervollständigung der Reaktionsfolge, zu der ein Interpret aufgrund eines Zeichens disponiert wird, erlauben würde“.
Auch der Interpretant „streng behavioristisch“ definiert als „Disposition eines Interpreten, aufgrund eines Zeichens mit einer Reaktionsfolge einer Verhaltensfamilie zu reagieren“ – mit der Konsequenz, dass es keiner infiniten Semiose mehr bedarf.

### Kritik
Der Semiose-Theorie von Morris wird die behavioristische Fundierung vorgehalten (die Morris selbst als nicht notwendig erachtete). Das Modell von Morris sei ein „kryptodyadisches Zeichenmodell“, habe eine „physikalismusnahe, bipolare Stimulus-Response Struktur“ und dies, obwohl die Semiose nicht "behavioristisch-objektiv" gefasst werden könne.

## Semiose nach Umberto Eco
Eco greift die These von der unendlichen Semiose à la Peirce auf. Dies sei der einzige Weg, dass ein semiotisches System „über sich selbst Rechenschaft“ ablege. Der Interpretant im Sinne von Bewusstseinsinhalt und individuell erkannter Sinn ist nach Eco kulturell mitgeprägt, so dass die Zeichenbedeutung auch als „kulturelle Einheit“ postuliert wird. Dies führt unter Ablehnung eines Äquivalenzmodells zur „Konzeption einer multidimensionalen Offenheit des Zeichens“.

## Die „soziale Semiose“ nach Eliseo Verón
Der argentinische Semiologe Eliseo Verón entwickelte in seinem Werk La Semiosis Social (1987) (übersetzt: Die soziale Semiose) eine Erweiterung der Semiose nach Peirce, die auch die soziale Komponente, also die gesellschaftlichen Rahmenbedingungen, miteinbezieht. Mit diesem und anderen Betrachtungen wurde die sogenannte Soziosemiotik begründet, die die Auswirkungen gesellschaftlicher Phänomene auf die Zeichenverarbeitung durch den Menschen untersucht.